# Rada Miasta Sanoka
Rada Miasta Sanoka – stanowiący i kontrolny organ władzy samorządowej miasta Sanok, istniejący od 1990. W jej skład wchodzą radni wybierani na terenie miasta w wyborach bezpośrednich na kadencję (od 1990 trwającą cztery lata, od 2018 trwającą pięć lat), licząc od dnia wyboru. Na czele rady stoi przewodniczący, a zastępują go dwoje wiceprzewodniczących.

## Historia

### I kadencja (1990–1994)
Skład Rady Miejskiej I kadencji (1990–1994) ustalony w wyniku wyborów samorządowych w 1990:
- Z listy Komitetu Obywatelskiego „Solidarność”: Eugeniusz Barna, Lucjan Błażowski, Jan Dąbrowski, Wojciech Fejkiel, Mirosław Furczak, Bronisław Kielar, Antoni Kotulski, Marian Kunc, Eugeniusz Małachowski, Franciszek Oberc, Andrzej Polański, Leszek Puchała, Zygmunt Raczkowski, Andrzej Bożydar Radwański, Andrzej Robel, Jacek Rogowski, Stanisław Sieradzki, Bernard Sobkowicz (od 1993 w jego miejsce Ludwik Marcela), Jan Tomczuk, Jadwiga Tynik, Wiesław Więcek, Jerzy Winnik, Wanda Wojtuszewska, Romana Wolwowicz, Jan Wydrzyński, Stanisław Zajdel
- Z listy Stronnictwa Demokratycznego: Tomasz Jadczyszyn, Edward Olejko

Przewodniczący Rady Miasta: Andrzej Bożydar Radwański.

### II kadencja (1994–1998)
Skład Rady Miejskiej II kadencji (1994–1998) ustalony w wyniku wyborów samorządowych w 1994:
- Z listy Podkarpackie Forum Prawicy Koalicja Dla Sanoka: Eugeniusz Barna, Stanisław Lewek, Piotr Mazur, Jan Nebesio, Andrzej Bożydar Radwański, Andrzej Robel, Jerzy Robel, Zygmunt Żyłka, Romana Wolwowicz
- Z listy Sojuszu Lewicy Demokratycznej: Jan Biega, Stanisław Czernek, Marian Kawa, Adam Kołodziej, Teresa Lisowska, Andrzej Maciaś, Jan Pawlik, Ryszard Wojnarowski
- Z listy Samorządowego Komitetu Wyborczego: Mieczysław Kozimor, Marian Kunc, Edward Olejko, Zbigniew Pałys, Jan Staniszewski, Antoni Wojewoda
- Z listy Forum Gospodarczego: Ryszard Karaczkowski, Teresa Kopij, Aleksander Mironowicz, Bogdan Struś (po rezygnacji w 1995[9], miejsce zajął Marek Zakrzewski), Bogusław Struś,
- Z listy Unii dla Rozwoju Sanoka: Antoni Kotulski, Zygmunt Podkalicki, Waldemar Szybiak
- Z listy Niezależnej Grupy Inicjatyw Społecznych: Lucjan Błażowski

Przewodniczący Rady Miasta: Andrzej Bożydar Radwański; wiceprzewodniczący: Ryszard Karaczkowski, Mieczysław Kozimor.

### III kadencja (1998–2002)
Skład Rady Miejskiej III kadencji (1998–2002) ustalony w wyniku wyborów samorządowych w 1998:
- Z listy Akcji Wyborczej „Solidarność”: Maria Koncewicz-Żyłka, Piotr Mazur, Andrzej Robel, Jerzy Robel, Jerzy Rojek, Janina Sadowska, Jerzy Winnik, Piotr Pęcak (po rezygnacji Halina Więcek), Romana Wolwowicz, Antoni Zarzycki
- Z listy Sojuszu Lewicy Demokratycznej: Jan Biega, Stanisław Czernek, Mieczysław Kaszycki, Adam Kołodziej, Józef Kornecki, Teresa Lisowska, Marek Michalski, Edward Myśliwiec, Jan Pawlik, Ryszard Wojnarowski
- Z listy Zjednoczeni Mieszkańcy Sanoka i Powiatu: Roman Babiak, Zbigniew Daszyk, Danuta Gryzowska, Józef Krynicki, Aleksander Olearczyk, Antoni Wojewoda
- Z listy Samorządowego Komitetu Wyborczego Ziemi Sanockiej: Tadeusz Kenar, Ryszard Lassota, Zbigniew Pałys, Beata Wróbel
- Z listy KW Program 2000: Ryszard Bętkowski
- Z listy Forum Gospodarczego: Czesław Tymiński

Przewodniczący Rady Miasta: Aleksander Olearczyk (XI-XII 1998), Jan Pawlik (XII 1998–2002).

### IV kadencja (2002–2006)
Skład Rady Miejskiej IV kadencji (2002–2006) ustalony w wyniku wyborów samorządowych w 2002:
- Z listy Sojuszu Lewicy Demokratycznej-Unii Pracy: Wojciech Blecharczyk, Edmund Haduch, Piotr Lewandowski, Jan Oklejewicz, Jan Pawlik
- Z listy Zjednoczeni Samorządowcy Ziemi Sanockiej: Roman Babiak, Ryszard Bętkowski, Józef Krynicki, Ryszard Lassota, Kazimierz Serbin (zmarł w 2006[22])
- Z listy Ruchu Samorządowego Ziemi Sanockiej: Tomasz Dańczyszyn, Tadeusz Panek, Czesław Tymiński, Beata Wróbel
- Z listy Porozumienie: Maciej Bluj, Joanna Hydzik, Maria Oberc
- Z listy Ligi Polskich Rodzin: Marian Bursztyn, Jerzy Sybidło, Henryka Tymoczko
- Z listy Platformy Gospodarczej: Sławomir Miklicz

Przewodniczący Rady Miasta: Jan Pawlik; wiceprzewodniczący Rady Miasta: Ryszard Bętkowski, Tomasz Dańczyszyn.

### V kadencja (2006–2010)
Skład Rady Miejskiej VI kadencji (2006–2010) ustalony w wyniku wyborów samorządowych w 2006:
- Z listy Komitet Wyborców Wojciecha Blecharczyka – Dla Sanoka: Maciej Bluj, Piotr Lewandowski, Maria Oberc, Jan Oklejewicz, Jan Pawlik
- Z listy KW Prawo i Sprawiedliwość: Andrzej Chrobak, Wojciech Pruchnicki, Henryka Tymoczko, Antoni Wojewoda
- Z listy KW Stowarzyszenie „Zjednoczeni Samorządowcy Ziemi Sanockiej”: Roman Babiak, Ryszard Karaczkowski, Józef Krynicki
- Z listy KW Wyborców Samorządu Ziemi Sanockiej: Tomasz Dańczyszyn, Adam Ryniak, Beata Wróbel
- Z listy KW Platforma Obywatelska: Janusz Baszak, Tomasz Chomiszczak
- Z listy KW Stowarzyszenie „Wiara – Tradycja – Rozwój”: Janina Sadowska, Maria Szałankiewicz-Skoczyńska
- Z listy KW Towarzystwa Przyjaciół Sanoka i Ziemi Sanockiej: Robert Najsarek, Wojciech Wydrzyński

Przewodniczący Rady Miasta: Jan Pawlik; wiceprzewodniczący Rady Miasta: Tomasz Dańczyszyn, Antoni Wojewoda.

### VI kadencja (2010–2014)
Skład Rady Miejskiej VI kadencji (2010–2014) ustalony w wyniku wyborów samorządowych w 2010:
- Z listy Komitet Wyborców Wojciecha Blecharczyka – Dla Sanoka: Mariusz Chytła, Teresa Lisowska, Maria Oberc, Maciej Bluj, Jan Oklejewicz, Piotr Lewandowski, Jan Biega, Józef Krynicki
- Z listy KW Stowarzyszenie „Zjednoczeni Samorządowcy Ziemi Sanockiej”: Zbigniew Daszyk, Ryszard Bętkowski, Roman Babiak
- Z listy KW Prawo i Sprawiedliwość: Henryka Tymoczko, Andrzej Chrobak, Wojciech Pruchnicki
- Z listy KW Platforma Obywatelska: Maciej Drwięga, Łukasz Woźniczak, Kazimierz Drwięga
- Z listy KW Towarzystwa Przyjaciół Sanoka i Ziemi Sanockiej: Robert Najsarek, Wojciech Wydrzyński
- Z listy KW Samorządu Ziemi Sanockiej: Adam Ryniak, Tomasz Dańczyszyn

Przewodniczący Rady Miasta: Jan Oklejewicz; wiceprzewodniczący Rady Miasta: Wojciech Wydrzyński, Tomasz Dańczyszyn.

### VII kadencja (2014–2018)
Skład Rady Miejskiej VII kadencji (2014–2018) ustalony w wyniku wyborów samorządowych w 2014:
- Z listy KW Prawo i Sprawiedliwość: Roman Babiak, Janusz Baszak, Zbigniew Daszyk, Ryszard Karaczkowski, Adam Kornecki, Wanda Kot, Łukasz Radożycki, Witold Święch, Jan Wydrzyński
- Z listy Komitet Wyborców Wojciecha Blecharczyka – Dla Sanoka: Ryszard Bętkowski, Adrian Herbut, Piotr Lewandowski, Teresa Lisowska, Bolesław Wolanin
- Z listy KW Samorządu Ziemi Sanockiej: Marian Osękowski, Adam Ryniak
- Z listy KW Wyborców Ruchu Narodowego: Grażyna Rogowska
- Z listy KW Towarzystwa Przyjaciół Sanoka i Ziemi Sanockiej: Agnieszka Kornecka-Mitadis
- Z listy KW Wyborców Ruch Samorządowy Na Rzecz Rozwoju Sanoka: Jakub Osika
- Z listy KW Wyborców Niezrzeszeni dla Rozwoju Sanoka: Krzysztof Banach
- Z listy KW Wyborców Macieja Drwięgi: Maciej Drwięga

Przewodniczący Rady Miasta: Zbigniew Daszyk; wiceprzewodniczący Rady Miasta: Roman Babiak i Agnieszka Kornecka-Mitadis.

### VIII kadencja (2018–2024)
Skład Rady Miejskiej VIII kadencji (2018–2024) ustalony w wyniku wyborów samorządowych 2018.

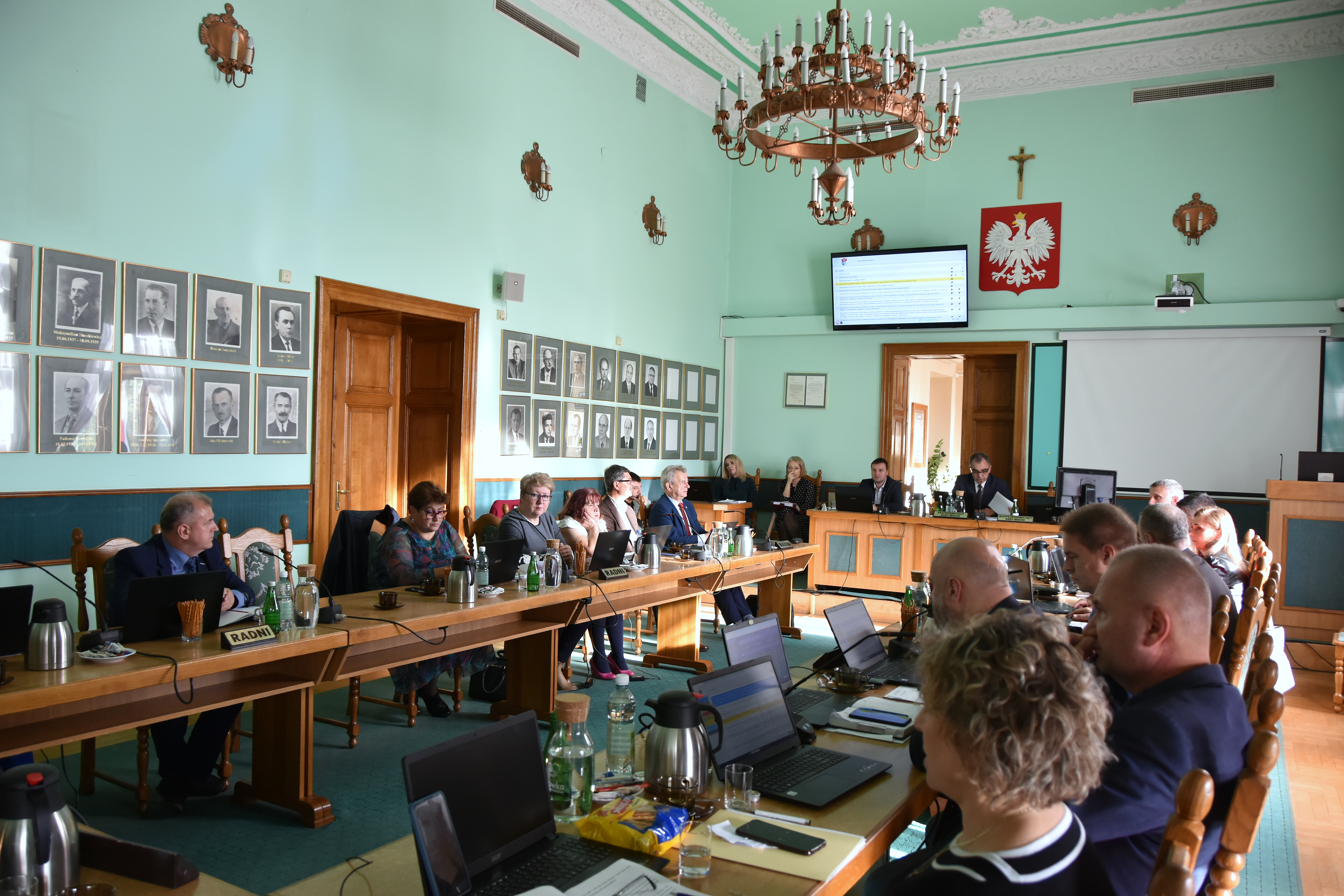
Sesja Rady 24 października 2023

- Z listy KW Prawo i Sprawiedliwość: Roman Babiak, Stanisław Chęć (mandat wygasł z powodu wyboru na urząd starosty sanockiego[36], jego miejsce zajęła Bogusława Małek), Ryszard Karaczkowski, Adam Kornecki, Wanda Kot, Grzegorz Kozak, Łukasz Radożycki, Grażyna Rogowska-Chęć, Henryka Tymoczko
- Z listy KWW Demokraci Ziemi Sanockiej: Zofia Kordela-Borczyk, Teresa Lisowska, Sławomir Miklicz, Jakub Osika
- Z listy KWW Łączy Nas Sanok: Tomasz Matuszewski (w związku z wyborem na urząd burmistrza jego miejsce zajął Marek Karaś), Andrzej Romaniak, Katarzyna Sieradzka, Radosław Wituszyński
- Z listy KWW Samorządu Ziemi Sanockiej: Adam Ryniak (zm. 4 XI 2020[37], w jego miejsce Marian Osękowski), Beata Wróbel[38]
- Z listy KWW Niezależni Sanok: Maciej Drwięga, Agnieszka Kornecka-Mitadis

Przewodniczący Rady Miasta: Andrzej Romaniak; wiceprzewodniczący Rady Miasta: Zofia Kordela-Borczyk i Grzegorz Kozak.

### IX kadencja (2024–2029)
Skład Rady Miejskiej IX kadencji (2024–2029) ustalony w wyniku wyborów samorządowych 2024.
- Z listy KW Prawo i Sprawiedliwość: Adam Kornecki, Wanda Kot, Grzegorz Kozak, Dawid Lewandowski, Grzegorz Nogaj, Łukasz Radożycki, Henryka Tymoczko
- Z listy KWW Demokraci Ziemi Sanockiej: Konrad Kawa, Bogusław Kmieć, Sławomir Miklicz, Grzegorz Pasztyła, Robert Płaziak, Anna Szpiech, Krzysztof Wronkowicz
- Z listy KW Stowarzyszenie Łączy Nas Sanok: Łukasz Łagożny, Tomasz Matuszewski (wybrany na urząd burmistrza), Andrzej Romaniak
- Z listy KWW Niezależni Sanok: Maciej Drwięga, Agnieszka Kornecka-Mitadis
- Z listy KWW Nasze Miasto Sanok: Ewa Sieradzka
- Z listy KW Inicjatywa Sanocka: Jerzy Domaradzki

Przewodniczący Rady Miasta: Sławomir Miklicz.
Kluby Radnych:
- Klub Radnych Rady Miasta Sanoka „Demokraci Ziemi Sanockiej” (7): Konrad Kawa, Bogusław Kmieć (przewodniczący), Sławomir Miklicz, Grzegorz Pasztyła, Robert Płaziak, Anna Szpiech, Krzysztof Wronkowicz,
- Klub Radnych „Razem Dla Sanoka” (6): Jerzy Domaradzki, Maciej Drwięga, Agnieszka Kornecka-Mitadis, Dawid Lewandowski, Grzegorz Nogaj, Ewa Sieradzka (przewodnicząca)
- Klub Radnych „Prawo i Sprawiedliwość” (5): Adam Kornecki, Wanda Kot, Grzegorz Kozak (przewodniczący), Łukasz Radożycki, Henryka Tymoczko,
- Klub Radnych Rady Miasta Sanoka „Łączy Nas Sanok” (3): Ryszard Karaczkowski, Łukasz Łagożny, Andrzej Romaniak (przewodniczący).

## Odznaczenie
21 września 1996 Rada Miasta Sanoka została udekorowana Honorową Odznaką Ruchu Przyjaciół Harcerstwa.